# Hemilamprops canadensis
Hemilamprops canadensis är en kräftdjursart som beskrevs av Stella Vassilenko 1988. Hemilamprops canadensis ingår i släktet Hemilamprops och familjen Lampropidae.
Artens utbredningsområde är Norra Ishavet. Inga underarter finns listade i Catalogue of Life.